# Ла Ботега (Модена)
Ла Ботега је насеље у Италији у округу Модена, региону Емилија-Ромања.
Према процени из 2011. у насељу је живело 288 становника. Насеље се налази на надморској висини од 20 м.